# Harburg (Harz)
Die Harburg, früher auch Haarburg oder Hardenberg genannt, ist eine abgegangene mittelalterliche Höhenburg bei Wernigerode im Harz in Sachsen-Anhalt. 
Von der um 1150 erbauten Burg ist nichts mehr erhalten. An ihrem früheren Standort finden sich heute Reste des Burghügels mit einem Burgplatz von 16 mal 52 Metern. Auf dem Burgstall befindet sich eine im Sommer 2018 wiedereröffnete Ausflugsgaststätte.
Bis 1956 stand auf dem Gelände der Harburg ein Bismarck-Denkmal. An dieses erinnert heute der Name des neuerrichteten Aussichtsgerüstes: Bismarck-Turm.